# إرداف (بديع)
الإرداف عند أهل البيان هو أن يريد المتكلم معنى فلا يعبر عنه بلفظه الموضوع له ولا بدلالة الإشارة بل بلفظ يرادفه، كقوله تعالى ﴿وقضي الأمر﴾ والأصل وهلك من قضى الله هلاكه ونجى من قضى نجاته، وعدل على ذلك إلى لفظ الإرداف لما فيه من الاختصار، والتنبيه على أن هلاك الهالك ونجاة الناجي كان بأمر آمر مطاع وقضاء من لا يرد قضاؤه. والأمر يستلزم الآمر، فقضاؤه يدل على قدرة الآمر به وقهره، وإن الخوف من عقابه والرجاء من ثوابه يحضان على طاعة الآمر، ولا يحصل ذلك كله من اللفظ الخاص؛ وكذا قوله ﴿واستوت على الجودي﴾ وحقيقة ذلك جلست، فعدل في الاستواء من الإشعار بجلوس متمكن لا زيغ فيه ولا ميل وهذا لا يحصل من لفظ الجلوس، وكذا ﴿فيهن قاصرات الطرف﴾ والأصل عفيفات وعدل عنه للدلالة على أنهن مع العفة لا تطمح أعينهن إلى غير أزواجهن ولا يشتهين غيرهم، ولا يؤخذ من لفظ العفة.
قال بعضهم الفرق بينه وبين الكناية أن الكناية انتقال من لازم إلى ملزوم والإرداف من مذكور إلى متروك.